# Шонсола
Шонсо́ла (рос. Шонсола, марій. Шонсола) — присілок у складі Звениговського району Марій Ел, Росія. Входить до складу Шелангерського сільського поселення.

## Населення
Населення — 34 особи (2010; 37 у 2002).
Національний склад (станом на 2002 рік):
- марі — 81 %